# Eric Brewer
Eric Brewer (ur. 17 kwietnia 1979 w Vernon) – kanadyjski hokeista grający na pozycji obrońcy. Spędził 16 sezonów w National Hockey League (NHL), z czego ostatni w barwach Toronto Maple Leafs. Złoty medalista olimpijski, uczestnik Meczu Gwiazd w 2003 roku.
Karierę juniorską rozpoczął w Prince George Cougars z Western Hockey League (WHL). W 1998 został wybrany do drugiego zespołu gwiazd rozgrywek oraz do drużyny reprezentującej konferencję zachodnią w Meczu Gwiazd WHL. Wybrany w pierwszej rundzie NHL Entry Draft 1997 z 5. numerem przez New York Islanders. W trakcie swojej kariery w NHL występował w drużynach Islanders, Edmonton Oilers, St. Louis Blues, Tampa Bay Lightning, Anaheim Ducks i Toronto Maple Leafs, będąc przez dwa lata kapitanem Blues. Wystąpił łącznie w ponad 1000 spotkaniach sezonu zasadniczego NHL. 
Brewer reprezentował Kanadę na turniejach mistrzostw świata, pucharu świata oraz igrzysk olimpijskich, sięgając w tym czasie po trzy złote medale mistrzostw świata w 2003, 2004 i 2007, złoto olimpijskie w 2002 i puchar świata w 2004 roku.

## Statystyki

### Sezon zasadniczy i play-off
| 1995–96     | Prince George Cougars | WHL         | 63   | 4  | 10  | 14  | 25  | —  | — | —  | —  | —  |
| 1996–97     | Prince George Cougars | WHL         | 71   | 5  | 24  | 29  | 81  | 15 | 2 | 4  | 6  | 16 |
| 1997–98     | Prince George Cougars | WHL         | 34   | 5  | 28  | 33  | 45  | 11 | 4 | 2  | 6  | 19 |
| 1998–99     | New York Islanders    | NHL         | 63   | 5  | 6   | 11  | 32  | —  | — | —  | —  | —  |
| 1999–00     | Lowell Lock Monsters  | AHL         | 25   | 2  | 2   | 4   | 26  | 7  | 0 | 0  | 0  | 0  |
| 1999–00     | New York Islanders    | NHL         | 26   | 0  | 2   | 2   | 20  | —  | — | —  | —  | —  |
| 2000–01     | Edmonton Oilers       | NHL         | 77   | 7  | 14  | 21  | 53  | 6  | 1 | 5  | 6  | 2  |
| 2001–02     | Edmonton Oilers       | NHL         | 81   | 7  | 18  | 25  | 45  | —  | — | —  | —  | —  |
| 2002–03     | Edmonton Oilers       | NHL         | 80   | 8  | 21  | 29  | 45  | 6  | 1 | 3  | 4  | 6  |
| 2003–04     | Edmonton Oilers       | NHL         | 77   | 7  | 18  | 25  | 67  | —  | — | —  | —  | —  |
| 2005–06     | St. Louis Blues       | NHL         | 32   | 6  | 3   | 9   | 45  | —  | — | —  | —  | —  |
| 2006–07     | St. Louis Blues       | NHL         | 82   | 6  | 23  | 29  | 69  | —  | — | —  | —  | —  |
| 2007–08     | St. Louis Blues       | NHL         | 77   | 1  | 21  | 22  | 91  | —  | — | —  | —  | —  |
| 2008–09     | St. Louis Blues       | NHL         | 28   | 1  | 5   | 6   | 24  | —  | — | —  | —  | —  |
| 2009–10     | St. Louis Blues       | NHL         | 59   | 8  | 7   | 15  | 46  | —  | — | —  | —  | —  |
| 2010–11     | St. Louis Blues       | NHL         | 54   | 8  | 6   | 14  | 57  | —  | — | —  | —  | —  |
| 2010–11     | Tampa Bay Lightning   | NHL         | 22   | 1  | 1   | 2   | 24  | 18 | 1 | 6  | 7  | 14 |
| 2011–12     | Tampa Bay Lightning   | NHL         | 82   | 1  | 20  | 21  | 49  | —  | — | —  | —  | —  |
| 2012–13     | Tampa Bay Lightning   | NHL         | 48   | 4  | 8   | 12  | 30  | —  | — | —  | —  | —  |
| 2013–14     | Tampa Bay Lightning   | NHL         | 77   | 4  | 13  | 17  | 59  | 4  | 0 | 0  | 0  | 0  |
| 2014–15     | Tampa Bay Lightning   | NHL         | 17   | 0  | 4   | 4   | 18  | —  | — | —  | —  | —  |
| 2014–15     | Anaheim Ducks         | NHL         | 9    | 1  | 1   | 2   | 6   | —  | — | —  | —  | —  |
| 2014–15     | Toronto Maple Leafs   | NHL         | 18   | 2  | 3   | 5   | 12  | —  | — | —  | —  | —  |
| NHL łącznie | NHL łącznie           | NHL łącznie | 1009 | 77 | 194 | 271 | 792 | 34 | 3 | 14 | 17 | 22 |

### Międzynarodowe
| Rok                | Drużyna            | Turniej            | Wynik              | M  | G | A  | Pkt | Min |
| ------------------ | ------------------ | ------------------ | ------------------ | -- | - | -- | --- | --- |
| 1998               | Kanada             | MŚJ                | 8                  | 7  | 0 | 2  | 2   | 8   |
| 2001               | Kanada             | MŚ                 | 5                  | 7  | 0 | 2  | 2   | 6   |
| 2002               | Kanada             | IO                 | 1st                | 6  | 2 | 0  | 2   | 0   |
| 2002               | Kanada             | MŚ                 | 6                  | 7  | 2 | 3  | 5   | 4   |
| 2003               | Kanada             | MŚ                 | 1st                | 9  | 1 | 2  | 3   | 8   |
| 2004               | Kanada             | MŚ                 | 1st                | 9  | 1 | 1  | 2   | 6   |
| 2004               | Kanada             | PŚ                 | 1st                | 6  | 1 | 3  | 4   | 6   |
| 2007               | Kanada             | MŚ                 | 1st                | 9  | 1 | 3  | 4   | 6   |
| Seniorskie Łącznie | Seniorskie Łącznie | Seniorskie Łącznie | Seniorskie Łącznie | 53 | 8 | 14 | 22  | 36  |